# فادي السيد
فادي السيد (بالإنجليزية: Fady Elsayed)‏ هو ممثل بريطاني مصري ولد في يوم 15 سبتمبر 1993 في لندن لأبويين مصرين الأصل. بدأ مشواره في سنة 2012 ومثل في عدة أفلام ومسلسلات مثل دكتور هو وأخي شيطان وبيني دريدفول وكلاس.